# محمد منصور صلاح
محمد منصور صلاح هو منافس ألعاب قوى قطري، ولد في 1957.

## وصلات خارجية
- محمد منصور صلاح على موقع أوليمبيديا (الإنجليزية)